# Andy Potts
Pour les articles homonymes, voir Potts.
Andy Potts, diminutif de Andrew Robert Potts né le 28 décembre 1976 à Hershey en Pennsylvanie aux États-Unis est un triathlète professionnel américain, champion panaméricain et champion du monde d'Ironman 70.3 en 2007.

## Biographie

### Jeunesse et études
Andy Potts est diplômé de l'Université du Michigan en 2000 où il fait partie de l'équipe de natation de 1995 à 1999.  Il en devient le capitaine pour la saison 1998-1999. Il remporte plusieurs titres universitaires pendant cette période. Il est également membre de l'équipe d'athlétisme du Michigan en 1999-2000.
2003-2006

### Carrière en triathlon
Andy Potts  commence la compétition en tant que triathlète professionnel en 2003 en étant sélectionné par la fédération américaine de triathlon (USAT). Il participe à ce titre au deuxième triathlon olympique lors des Jeux olympiques d'été de 2004 après seulement 22 mois de pratique. Il termine à la vingt-deuxième place avec un temps total de 1 h 55 min 36 s 47. En 2005 et 2006, il s'engage sur différentes course de la coupe du monde de triathlon (ITU), accumulant un certain nombre de podiums et termine la saison 2006 au troisième rang mondial de la compétition. Il est reconnu comme triathlète de l'année par l'USAT cette même année 2006.
En 2007, il remporte l'épreuve de triathlon des Jeux panaméricains. Puis, il gagne le championnat du monde  d'Ironman 70.3 à Clearwater en  Floride. Il est de nouveau reconnu par l'USAT comme triathlète des années 2007 et 2008. Il poursuit sa carrière et s'engage sur distance Ironman et  le 27 juin 2010, il remporte son premier Ironman à Cœur d'Alene dans  l'Idaho. Depuis 2011, il participe à de nombreuses compétitions et remporte des victoires sur toutes distances. Son meilleur résultat au championnat du monde Ironman à Kona est une 4e place en 2014. Il remporte cette même année le championnat de triathlon moyenne distance des États-Unis et pour la sixième fois le triathlon Escape from Alcatraz.
En 2020, il est guide du triathlète Kyle Coon déficient visuel pour l'épreuve paralympique de triathlon à Tokyo[réf. nécessaire].

### Vie privée
Andy Potts rencontre sa future épouse pendant ses études au Michigan, Lisa Simes qui est membre de l'équipe de gymnastique de l'Université du Michigan. Ils se marient le 30 juin 2004. Ils ont un fils, Boston Thomas et une fille, Sloane.

## Palmarès
Le tableau présente les résultats les plus significatifs (podium) obtenus sur le circuit national et international de triathlon depuis 2005,.
| Année | Compétition                              | Pays             | Position          | Temps           |
| ----- | ---------------------------------------- | ---------------- | ----------------- | --------------- |
| 2022  | Ironman 70.3 Équateur                    | Équateur         | Médaille d'or     | 3 h 56 min 46 s |
| 2019  | Ironman Brésil                           | Brésil           | Médaille d'or     | 8 h 2 min 58 s  |
| 2019  | Challenge Cancún                         | Mexique          | Médaille d'or     | 3 h 47 min 4 s  |
| 2018  | Ironman 70.3 Coqimbo                     | Chili            | Médaille d'or     | 4 h 2 min 30 s  |
| 2017  | Ironman 70.3 Pérou                       | Pérou            | Médaille d'or     | 3 h 44 min 53 s |
| 2017  | Ironman Lake Placid                      | États-Unis       | Médaille d'argent | 8 h 37 min 46 s |
| 2016  | Ironman 70.3 Cœur d'Alene                | États-Unis       | Médaille d'or     | 3 h 54 min 45 s |
| 2016  | Ironman Western Australia                | Australie        | Médaille d'argent | 7 h 55 min 12 s |
| 2016  | Ironman Canada                           | Canada           | Médaille d'or     | 8 h 20 min 23 s |
| 2016  | Vineman Ironman 70.3                     | États-Unis       | Médaille d'or     | 3 h 48 min 9 s  |
| 2015  | Ironman 70.3 Timberman                   | États-Unis       | Médaille d'or     | 3 h 50 min 24 s |
| 2015  | Ironman Cœur d'Alene                     | États-Unis       | Médaille d'or     | 8 h 20 min 35 s |
| 2015  | Ironman 70.3 Chattanooga                 | États-Unis       | Médaille d'or     | 3 h 49 min 43 s |
| 2015  | Ironman 70.3 La Nouvelle-Orléans         | États-Unis       | Médaille d'or     | 3 h 39 min 49 s |
| 2014  | Ironman 70.3 New Orleans                 | États-Unis       | Médaille d'or     | 3 h 50 min 36 s |
| 2014  | Ironman Cœur d'Alene                     | États-Unis       | Médaille d'or     | 8 h 25 min 44 s |
| 2014  | Ironman 70.3 Calgary                     | Canada           | Médaille d'or     | 3 h 43 min 43 s |
| 2013  | Ironman Lake Placid                      | États-Unis       |                   | 8 h 43 min 29 s |
| 2013  | Ironman 70.3 Californie                  | États-Unis       |                   | 3 h 49 min 45 s |
| 2012  | Ironman Lake Placid                      | États-Unis       |                   | 8 h 25 min 7 s  |
| 2012  | Ironman 70.3 Californie                  | États-Unis       |                   | 3 h 54 min 3 s  |
| 2012  | Ironman 70.3 St. Croix                   | États-Unis       |                   | 4 h 3 min 31 s  |
| 2012  | Ironman 70.3 Austin                      | États-Unis       |                   | 3 h 51 min 29 s |
| 2012  | Ironman 70.3 Branson                     | États-Unis       |                   | 4 h 4 min 22 s  |
| 2011  | Ironman 70.3 Californie                  | États-Unis       |                   | 3 h 55 min 49 s |
| 2011  | Ironman 70.3 Floride                     | États-Unis       |                   | 3 h 53 min 14 s |
| 2010  | Ironman Mexique                          | Mexique          |                   | 8 h 16 min 14 s |
| 2010  | Ironman Cozumel                          | Mexique          |                   | 8 h 15 min 57 s |
| 2010  | Ironman Cœur d'Alene                     | États-Unis       |                   | 8 h 24 min 40 s |
| 2010  | Ironman 70.3 New Orleans                 | États-Unis       |                   | 3 h 43 min 44 s |
| 2010  | Ironman 70.3 Timberman                   | États-Unis       |                   | 3 h 50 min 51 s |
| 2010  | Ironman 70.3 Boulder                     | États-Unis       |                   | 3 h 46 min 50 s |
| 2009  | Ironman 70.3 Timberman                   | États-Unis       |                   | 3 h 51 min 19 s |
| 2008  | Ironman 70.3 Californie                  | États-Unis       |                   | 3 h 58 min 22 s |
| 2008  | Ironman 70.3 Timberman                   | États-Unis       |                   | Timing          |
| 2007  | Championnat du monde Ironman 70.3        | États-Unis       |                   | 3 h 42 min 33 s |
| 2007  | Ironman 70.3 Californie                  | États-Unis       |                   | 3 h 59 min 59 s |
| 2007  | Championnat des États-Unis               | États-Unis       |                   | 1 h 42 min 27 s |
| 2007  | Championnats panaméricains               | Brésil           | Médaille d'or     | 1 h 52 min 31 s |
| 2006  | Coupe du monde - l'étape de New Plymouth | Nouvelle-Zélande |                   | 1 h 50 min 36 s |
| 2005  | Coupe du monde - l'étape d'Edmonton      | Canada           |                   | 1 h 46 min 30 s |